# Casa Sindical de Gijón
La Casa Sindical o Casa del Pueblo de Gijón es un edificio situado en la calle Sanz Crespo, junto a los Jardines del Tren de la Libertad en el barrio Laviada. Es propiedad del Ministerio de Trabajo. Actualmente aloja las sedes de los sindicatos CNT, CSI, CGT y CCOO.

## Historia

### Antiguo edificio (1916)
La actual Casa sindical se edificó sobre un solar que antiguamente era propiedad del Ejército, que en 1887 lo cedió al Ayuntamiento de Gijón. En el mes de octubre de 1910, treinta y dos sociedades obreras planificaron la construcción de un edificio sindical, para lo que en abril de 1915 adquieren dicho solar por un total de 15 000 pesetas de la época mediante subasta pública. El proyecto fue encargado al arquitecto municipal Miguel García de la Cruz, que entre 1915 y 1916 presenta los planos. Se trataba de un opulento edificio con gran monumentalidad y decoración caracterizado por tener un enorme salón de actos. Sin embargo, las obras fueron suspendidas en 1932 sin poder acabar el inmueble.

### Actual edificio (1966)
El 19 de diciembre de 1937, la Sindical fue expropiada por la Junta de Defensa Nacional franquista, que en 1941 la vendió a la Delegación Nacional de Sindicatos. El edificio de entonces fue demolido en 1962 y tres años más tarde se comenzó a construir el edificio actual bajo proyecto de los hermanos Somolinos y Enrique Álvarez Sala. En 1966 la nueva casa sindical fue inaugurada.
La construcción del edificio actual se financió con la llamada «cuota sindical obligatoria», cuota extraída del sueldo de cada trabajador durante los cuarenta años de la dictadura de Francisco Franco.
La Casa Sindical de Gijón llegó a albergar su propia sala de proyección durante la década de los 60. Además de su utilidad a lo largo de los años, el edificio ha demostrado ser un símbolo de la lucha obrera.
En 2021 los murales de la fachada exterior fueron borrados con pintura negra. Ninguna persona ni grupo se atribuyó la acción. Distintos colectivos de la ciudad emitieron un comunicado conjunto lamentando los hechos y pidiendo a las autoridades que actúen para prevenir este tipo de actos. CNT se desmarcó de este comunicado. A su juicio, sólo servía para darles publicidad a esos colectivos. Rechazaron pedir «mano dura» contra quienes trataron de borrar los murales y explicaron que a su juicio «cuatro brochazos no nos suponen una agresión tan enorme como para montar todo este espectáculo». En su lugar, señalaron en el comunicado su preocupación por «el abandono en el que se encuentra el edificio por parte del Ministerio de Trabajo». Personas del sindicato anarquista volvieron a pintar de nuevo la fachada exterior de la Casa del pueblo al día siguiente, dando por cerrado el asunto.

## Estilo
Planeado por los hermanos Somolinos y Enrique Álvarez Sala, su diseño se basó en las premisas del Movimiento Moderno, siguiendo ideas de Le Corbusier y la escuela de la Bauhaus. De ahí su estilo de volúmenes marcados pero con escasa decoración, buscando dar la máxima funcionalidad al edificio.